# Монцонит
Монцонитът е пълнокристалинна интрузивна скала.
Името на скалата идва от названието на планината Монцони в Италия. Състои се основно от плагиоклаз, калиев полеви шпат и авгит. Заема промеждутъчно положение между сиенита и габрото. Има сив до тъмносив цвят. Образува самостоятелни интрузивни масиви. Използва се като строителен материал и за облицовка. Широко разпространен е в Русия (Урал, Кавказ, Прибайкалски планини и др.), Италия (планината Монцони в Алпите), Скандинавските планини и др. В България се среща във Витоша, Бургаско и др.